# Objeto (ciência da computação)
Objeto em ciência da computação, é uma referência a um local da memória que possui um valor. Um objeto pode ser uma variável, função, ou estrutura de dados.
Em programação orientada a objetos, a palavra objeto refere-se a um "molde"/classe, que passa a existir a partir de uma instância da classe. A classe define o comportamento do objeto, usando atributos (propriedades) e métodos (ações).
Em bancos de dados relacionais, um objeto pode ser uma tabela ou coluna, ou uma relação de valores e entidades do banco de dados.
- Wikilivros